# Katarina von Numers-Ekman
Katarina von Numers-Ekman, född 1973 i Finland, är en finlandssvensk författare, lärare, kolumnist och läsambassadör.

## Biografi
Katarina von Numers-Ekman är filosofie magister i nordisk litteratur och deltog i skrivarkursen Litterärt skapande vid Åbo Akademi 2001–2003. Hon är ombudsman med inriktning på utbildning och forskning vid Svenska kulturfonden och har tidigare  arbetat som gymnasielärare i modersmål (svenska) och litteratur vid Mattlidens gymnasium och är kolumnist för KSF Media. Hon debuterade som författare 2010 med barnboken Konrad och Kornelia. Hon verkade som finlandssvensk läsambassadör 2014–2017.

## Priser och nomineringar i urval
- Som en februarifjäril (diktsvit), Solveig von Schoultz-priset 2008[2]
- Andra pris i Schildts & Söderströms barnbokstävling 2009-2010